# Hudong
Hudong, ex Hoodong, "interattività in rete"; Cinese: 互动百科, Hanyu Pinyin: Hùdòng Bǎikē. Rete sociale cinese, comprendente la più grande enciclopedia al mondo in lingua cinese presente in internet, ma non libera per il riuso.

## Storia
Venne fondata nel 2005 da Pan Haidong, trasferitosi in Cina dopo aver ottenuto nel 2002 un dottorato in ingegneria dei sistemi presso l'Università di Boston. La Hudong nel 2007 sviluppò una piattaforma software wiki per fini non commerciali, chiamata, HDWiki rivale di MediaWiki. Il sistema possiede anche caratteristiche interattive tipiche di una rete sociale, come il profilo utente, gli amici e i gruppi. La prima versione venne distribuita nel novembre 2006. Nel 2011 la Draper Fisher Jurvetson annuncia di aver investito nel progetto 15 milioni di dollari statunitensi. Nell'aprile 2013 risultava il più grande sito cinese dotato di tecnologia wiki e utilizzante pubblicità a pagamento, con oltre 7 milioni di articoli e più di 5 milioni di volontari.